# Dizephalie
Dizephalie (auch Dicephalie; Zweiköpfigkeit, von altgriech. δύο dyo ‚zwei‘ und κεφαλή kephali ‚Kopf‘) bezeichnet allgemein das Auftreten zweier Köpfe bei Lebewesen. In gleicher Weise steht Polyzephalie allgemein für den Besitz mehrerer Köpfe.

## Biologie

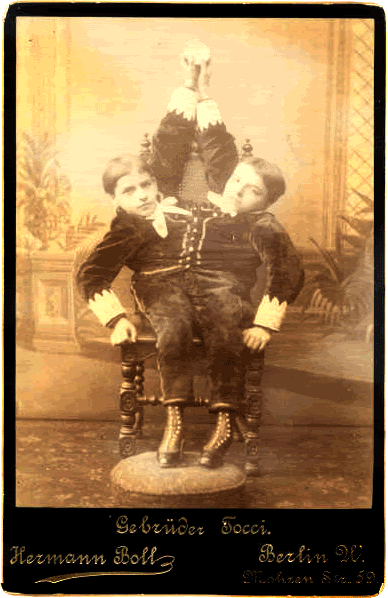
Gebrüder Tocci (etwa 1890)

In der Biologie tritt die Dizephalie als eine spezielle Form der siamesischen Zwillinge auf. Dabei erfolgt die Teilung der beiden Feten nur so unvollständig, dass lediglich Kopf, Hals und eventuell einzelne Organe des Oberkörpers zweifach auftreten.

### Mensch
Im 19. Jahrhundert wurden zwei Fälle bekannt, in denen siamesische Zwillingspaare zwei Köpfe und vier Arme besaßen und sich den restlichen Körper teilten. Die im Jahre 1829 in Sassari (Sardinien) geborenen Ritta und Christina Parodi wurden nur acht Monate alt, während die 1877 im italienischen Locana zur Welt gekommenen Giovanni Battista und Giacomo Tocci mindestens 30 Jahre lebten. Ihr genaues Todesdatum ist unbekannt.
Seit ihrer Geburt in Minnesota im Jahre 1990 leben Abigail und Brittany Hensel als dizephale Schwestern. Ebenso sind die 2000 im türkischen Kahramanmaraş geborenen Ayşe und Sema Tanrıkulu am Leben.
Huda und Manal Abdel Nasser Mohammed Mahmoud wurden am 13. Juni 2003 im ägyptischen Asyut geboren. Im selben Jahr erblickten die indischen Geschwister Sohna und Mohna das Licht der Welt. Das im August 2006 in Indonesien mit zwei Rückenmarkssträngen geborene Schwesterpaar Syafitri starb nach zwei Wochen. 2007 wurden Mary Grace und Mary Divine Asis auf den Philippinen geboren. Am 25. August 2008 kam in Keshobpur nahe Sylhet in Bangladesch ein dizephalisches Brüderpaar zur Welt und bekam den Namen Kiron. Es starb drei Tage später. Im Juli 2009 wurden bei Pekanbaru in Indonesien dizephalische Jungen geboren, die zwei Herzen besaßen. Sie starben nach fünf Tagen an Atemproblemen. Ebenfalls im Juli 2009 wurde auf den Philippinen ein Schwesterpaar zur Welt gebracht. Das im Mai 2011 in der chinesischen Stadt Suining geborene Paar besitzt zwei Speiseröhren, zwei Wirbelsäulen sowie zwei linke Herzkammern. Am 22. Dezember desselben Jahres wurde über die Geburt des Brüderpaars Emanoel und Jesus im brasilianischen Anajás berichtet.

### Andere Säugetiere

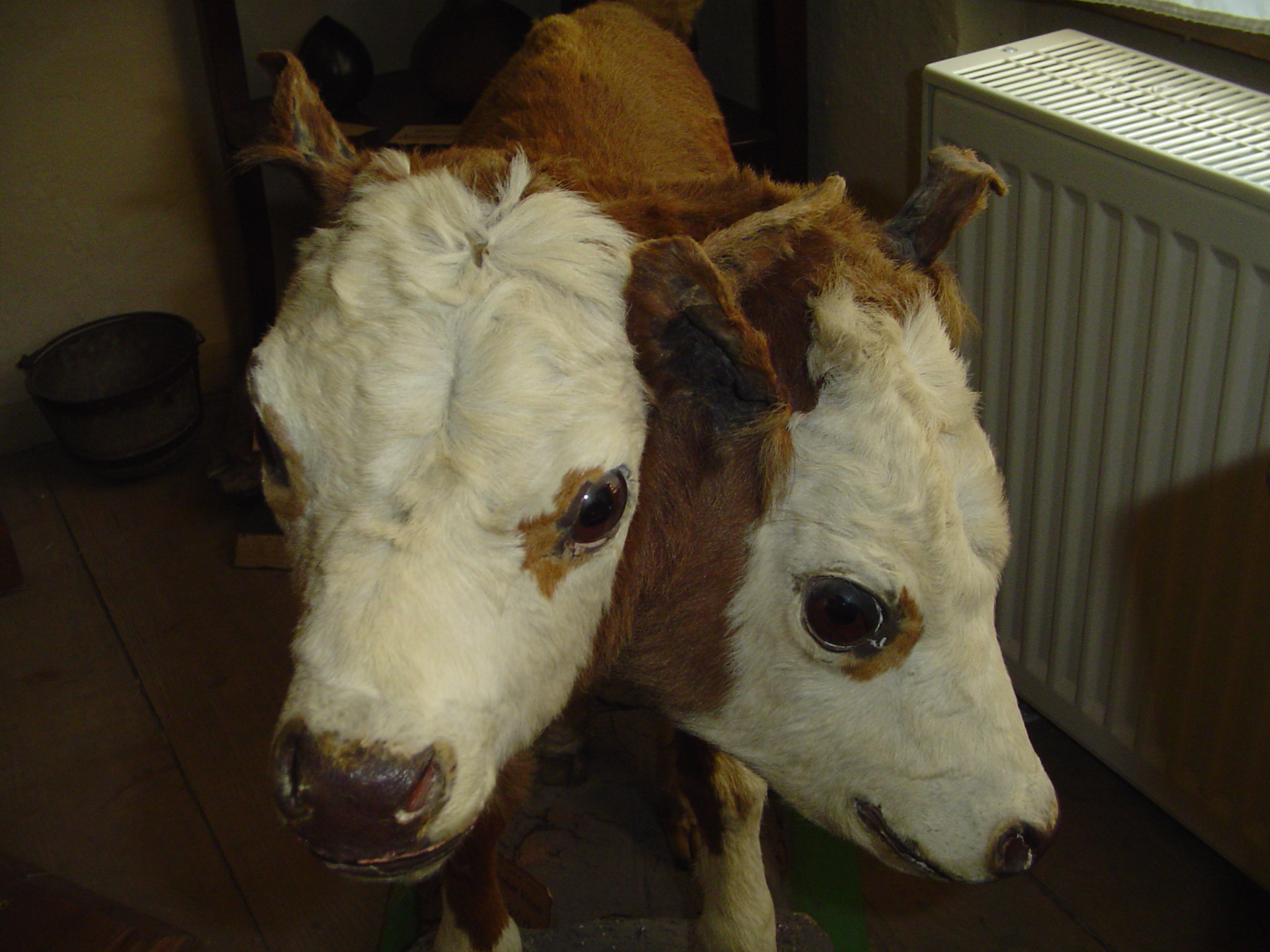
Zweiköpfiges Kalb im Heimatmuseum und Naturalienkabinett Waldenburg in Sachsen

Es sind mehrere Fälle bei Rindern bekannt. Nahe der ägyptischen Stadt Luxor wurden 2006 dizephalische Zwillingskälber geboren. 2009 wurde im peruanischen Dorf Bambamarca ein zweiköpfiges Kalb geboren und auf den Namen „Milagritos“ getauft. Im Januar 2011 wurde im georgischen Dorf Abedati ein dizephalisches Kälberpaar geboren. Das am 13. Januar 2012 im österreichischen Stroheim zur Welt gekommene Kalb namens „Babsi“ starb nach zwei Wochen. Im April 2021 wurde in Nordmazedonien ein Holstein-Kalb mit zwei Köpfen geboren.

## Heraldik

Doppeladler im Wappen des Deutschen Bundes

In der Heraldik ist vor allem der Doppeladler als zweiköpfiges Wappentier gebräuchlich, auch dreiköpfige Adler treten auf. Einzelfälle sind ein Geier, ein Hahn (Wappen von Versailles), ein Reiher oder ein Storch mit zwei Köpfen.